# Glad He's Gone
Glad He's Gone è un singolo della cantante svedese Tove Lo, pubblicato il 31 maggio 2019 come primo estratto dal quarto album in studio Sunshine Kitty.

## Video musicale
Il videoclip, diretto da Vania Heymann e Gal Muggia, è stato reso disponibile il 17 giugno 2019.

## Tracce
Testi e musiche di Tove Lo, Shellback, Ludvig Söderberg e Jakob Jerlström.
Download digitale
1. Glad He's Gone – 3:16

Download digitale – Remixes EP
1. Glad He's Gone (Major Lazer Remix) – 2:37
2. Glad He's Gone (ELVIRA Remix) – 3:08
3. Glad He's Gone (Jayda G Remix) – 5:41
4. Glad He's Gone (Major Lazer Extended Remix) – 2:59

Streaming – STHLM Session
1. Glad He's Gone (STHLM Session) – 3:29

## Formazione
Musicisti
- Tove Lo – voce
- Shellback – chitarra, basso, percussioni, tastiera, programmazione
- Ludvig Söderberg – tastiera, programmazione

Produzione
- Shellback – produzione
- The Struts – produzione
- John Hanes – ingegneria del suono
- Chris Gehringer – mastering
- Șerban Ghenea – missaggio

## Classifiche
| Classifica (2019) | Posizione massima |
| ----------------- | ----------------- |
| Belgio (Vallonia) | 90                |
| Lituania          | 94                |
| Svezia            | 38                |